# Mankivka, Ucraina
Mankivka (în ucraineană Маньківка) este așezarea de tip urban de reședință a raionului Mankivka din regiunea Cerkasî, Ucraina. În afara localității principale, nu cuprinde și alte sate.

## Demografie
Componența lingvistică a așezării de tip urban Mankivka
     Ucraineană (97,62%)
     Rusă (2,11%)
     Alte limbi (0,08%)
Conform recensământului din 2001, majoritatea populației așezării de tip urban Mankivka era vorbitoare de ucraineană (97,62%), existând în minoritate și vorbitori de rusă (2,11%).